# Mejor callar
Mejor callar es el decimosexto libro del autor uruguayo Diego Fischer. Publicado por Editorial Sudamericana el 9 de  noviembre de 2016.

## Reseña
Fischer basó su investigación en documentos de las familias Rodríguez Larreta, Herrera y Arteaga. Además de expedientes judiciales y revistas de la época, más precisamente en Caras y Caretas de los años 1904 y 1905.
La obra revela secretos de una historia real que conmovió a la sociedad uruguaya de 1904 y retrata hechos trágicos sucedidos en el barrio de El Prado.
La sociedad uruguaya se conmovía con el asesinato de Celia Rodríguez Larreta a manos de su marido Adolfo Latorre. Enterado  el abogado de la familia Teófilo Díaz se sintió responsable de la muerte de Celia y corrió al hotel tan rápidamente que el cadáver de Celia no había sido retirado de la habitación. Horas más tarde, Latorre moría de un disparo efectuado por el abogado.
Los hechos fueron bautizados por la prensa como la tragedia del Hotel del Prado. El libro cuenta entre sus contrapas con croquis de los acontecimientos ocurridos el 27 de diciembre de 1904, por el perito gráfologo de la época.  Fischer cuenta la relación de Celia Rodríguez Larreta con Luis Alberto de Herrera, quien ya era en ese entonces un importante político uruguayo.
El libro fue presentado en el mismo hotel donde acontecieron parte de los hechos el Hotel del Prado el 9 de noviembre de 2016.
El libro lleva tres reediciones. Se encuentra disponible en formato de libro electrónico.
En enero de 2017, el libro fue presentado junto a la historiadora Carolina Greising en el Hotel Barradas en Punta del Este.